# 維布迪夫
49°31′34″N 25°6′7″E / 49.52611°N 25.10194°E
維布季夫（羅馬化：Vybudiv）是烏克蘭的村落，位於該國西部捷爾諾波爾州，由捷尔诺波尔区負責管轄，始建於1626年，面積0.15平方公里，2001年人口531，人口密度每平方公里3,540人。